# Добрув (Свентокшиське воєводство)
Добрув (пол. Dobrów) — село в Польщі, у гміні Тучемпи Буського повіту Свентокшиського воєводства.
Населення — 15 осіб (2011).
У 1975-1998 роках село належало до Келецького воєводства.

## Демографія
Демографічна структура на день 31 березня 2011 року:
|          | Загалом | Допрацездатний вік | Працездатний вік | Постпрацездатний вік |
| -------- | ------- | ------------------ | ---------------- | -------------------- |
| Чоловіки | 10      | 2                  | 5                | 3                    |
| Жінки    | 5       | 0                  | 2                | 3                    |
| Разом    | 15      | 2                  | 7                | 6                    |